# КХЛ-ТВ
«КХЛ ТВ» — перший російський телеканал, присвячений хокею. Місія каналу — Висвітлення діяльності КХЛ на всій території Росії і країн СНД. Нести якісне спортивне телебачення в усі куточки Росії і ближнього зарубіжжя, популяризація хокею як національного виду спорту.
До старту нового сезону чемпіонату континентальної хокейної ліги канал був представлений в новому образі: Змінився логотип каналу: він трохи відрізняється від логотипу КХЛ, це щит із зображенням хокейних ключок і напис TV.

## Про канал
Щодня в ефірі каналу в прямому ефірі транслюється не більше 2-3 матчів чемпіонату КХЛ, а також транслюються матчі ВХЛ і МХЛ. В ефірі також виходять власні програми, що розповідають про події та результати кожних матчів, про зірки російського і світового хокею, і багато іншого, що пов'язане з хокеєм.

## Мовлення
Канал веде мовлення в супутникових і кабельних мережах в Росії, в країнах СНД, Східної та центральної Європи, Азії та Америки.

## Коментатори
Матчі коментують:
- Дмитро Федоров
- Олег Мосальов
- Сергій Федотов
- Олег Власов
- Андрій Юртаєв
- Борис Майоров
- Олександр Хаванов
- Володимир Гучок
- Марія Роговская — «Пряма мова [Архівовано 22 червня 2020 у Wayback Machine.]»

## Програми

### Зараз транслюються
Всі перераховані передачі каналу зроблені за спонсорської підтримки ТОВ «КХЛ».
- «Пряма мова [Архівовано 22 червня 2020 у Wayback Machine.]» — Інтерв'ю з гравцями хокейних клубів. Програма, гості якої — Ігорокі хокейних клубів, тренера і їх сім'ї. Ведуча — Марія Роговская.
- «13» — тринадцять хвилин про життя і про хокей. Програма, гості якої — знаменитості (політики, актори, шоу-мени і т. д.), розповідають про роль хокею в їхньому житті. Правдиві історії про хобі, пристрасті, сенс життя або просто роботі дозволять поглянути на хокей з іншого боку. Ведуча — Олена Горенко. Прем'єрний показ по вівторках.
- «Вища ліга» — авторська програма, присвячена Вищої хокейної лізі.
- «Деталі» — розважальна програма.
- «Кухня» — програма, в якій з'явиться можливість ближче познайомитися з зірками КХЛ і розповісти про їхнє особисте життя. Інший погляд на гру мільйонів — жіночий погляд. Ведучі — Марія Кожевнікова, потім — Олена Дементьєва. Прем'єрний показ по четвергах.
- «МХЛ. Прорив» — коротке інтерв'ю з представниками молодіжної хокейної ліги. Ведучий — спортивний оглядач Першого каналу Андрій Голованов.
- «Новини хокею» — останні новини, результати матчів, огляди цікавих моментів, інтерв'ю з героями дня і спеціальні репортажі. Ведучі ранкового ефіру — один тиждень Дмитро Нестеров (раніше вів спортивні новини на каналі «Росія 2»), іншу — Андрій Шляпніков (також веде програму «Хокей 24» на каналі «Росія 24»).
- «Перекличка» — переклички з найвідомішими хокейним клубами і гравцями, а також огляд найважливіших подій і новин. Ведуча — Марія Титова.
- «Покоління NEXT» — тележурнал, що розповідає про гравців молодіжної хокейної ліги і їх життя за межами льодового майданчика, а також думки зірок російського шоу-бізнесу та бліц-опитування гравців. Виходить раз на місяць, кожну перший тиждень.
- «Проброс» — відомий хокейний оглядач і популярний блогер Ігор Ларін в компанії з фігуристкою Анастасією Гребьонкін не знає заборонених тем і готовий легко навішати будь-які ярлики і зірвати будь-які обгортки. Гострі теми, яскраві співрозмовники, незвичайні сюжетні повороти — 30 хвилин для телеглядачів пролітають як одна мить.
- «Прогноз погоди» — шоу-програма, в якій висвітлюється все найсмішніше і модне за тиждень у світовому хокеї. Головне — динаміка і стиль — все те, що притаманне хокею. Ведучі — один тиждень Ольга Оксеніч, іншу — Анастасія Фомкін. Прем'єрний показ по п'ятницях.
- «Територія КХЛ: Плей-офф» — закінчився чемпіонат. Всі досягнення в минулому. Все починається заново, тільки жорсткіше і швидше.
- «Черговий по лізі» — відповіді на запитання представників КХЛ. Ведучий — Олег Винокуров. Прем'єрний випуск по четвергах.

### Колишні в трансляції
- «Гольова передача» — Щоденний огляд ігрового дня, результати матчів, розклад найближчих матчів і найкращі моменти дня. Ведучі — Олег Мосальов, Тимофій Тімачев та Сергій Краб (по черзі). У регулярному сезоні програма виходила в прямому ефірі ввечері по закінчень кожного ігрового дня в чемпіонаті КХЛ, орієнтовно в проміжку від 22 до 0 годин. Під час плей-офф виходила в новому форматі. У перервах між прямими включеннями з арен КХЛ відбуваються обговорення з гостями, а далі як і раніше (з 2009 по 2011).
- «День клубу» — півторагодинна розмовна програма. Кожен випуск присвячений одному хокейному клубу КХЛ. Між розмовами в студії показуються різні відеоматеріали, пов'язані з одним хокейним клубом. Ведучий — Дмитро Федоров. Виходило в сезоні 2010/2011.
- «Ігровий вечір» — підсумки ігрового дня в НХЛ: результати матчів, голи, коментарі та найкращі моменти дня. Програма для тих, хто хоче першим дізнаватися про останні події у світі хокею. Заміна «Гольовий передачі», відзнакою якого була присутність ведучого за кадром. Виходило в сезоні 2011/2012.
- «Льодовий континент» — Щотижневе ток-шоу про події в хокеї і навколо нього. У програмі взяли участь запрошений гість, а також команда коментаторів телеканалу КХЛ, ТОВ «НТВ-ПЛЮС» і ВГТРК. Ведучий — Сергій Крабі. Виходило щотижня по п'ятницях в прямому ефірі з 2009 до 24 червня 2011.
- «Наша гра» — Перипетії вирішальних матчів, життя зірок за межами льодового майданчика, нововведення Ліги і всім тим, що оточує хокей. Ведучі — Дмитро Дерунець і Вікторія Широкова (по черзі). Виходила з 2009 до 28 травня 2011.
- «Територія Динамо» — тележурнал про московському хокейному клубі «Динамо». Виходила раз на два тижні в сезоні 2010/2011.
- «Територія КХЛ: Клуби» — хокейний клуб: від плюшевого талісмана до командою тактики.
- «Територія КХЛ: Хокейні столиці» — сама детальна хокейна карта світу.
- «Філадельфія-Рига транзит» — програма, підготовлена перед матчем зірок КХЛ 2012.
- «Хет-трик» — Обговорення та показ матчів молодіжної хокейної ліги (з 2009 по 2011).
- «Хокейна академія» — програма про те, як виховують юних хокеїстів.
- «Хокейний тет» — Вихід один на один — найяскравіший і цікавий момент тривав не лічені хвилини, а цілих півгодини. Бесіда один на один з головними особами Континентальної хокейної ліги, гравцями і тренерами. Ведучий — Дмитро Дерунець, кілька випусків провів коментатор каналу «Росія 2» Тарас Тимошенко. Виходила в сезоні 2010/2011 до 13 червня 2011 року.

### Документальні фільми
- «Як це було. ХК МВД-2010»
- «Особи спорту» (виробництво ТК «Чоловічий»)
- «Ніхто не хотів поступатися»
- «Основний склад» — цикл передач про російських хокеїстів. Виробництво ВГТРК.
- «Батьки й діти»
- «СРСР-Канада. Червоний вересня 198:1»
- «Чотири історії доктора Белаковского»

### Архівні документальні фільми
- «Буду сперечатися! Анатолій Тарасов» (1988)
- «Десятикратне»
- «Згадуючи Харламова»
- «І нехай не чемпіони…»
- «І я дивлюся в свою мрію…»
- «Логіка перемоги»
- «Обличчя гри» — Фільм розповідає про чемпіонат світу та Європи з хокею з шайбою в Москві 1986 року: фрагменти матчів збірної СРСР і збірної Чехословаччини, збірної Фінляндії і збірної Швеції, збірної СРСР і збірної Канади, збірної СРСР і збірної Швеції. Нагородження радянської команди (1986)
- «Олімпійці з нашого двору»
- «Особиста справа капітана Сологубова» (2004)
- «Останній сезон»
- «Радянська армія»
- «Хокей 66» — Документальний фільм, присвячений пройшов в 1966 році в Любляні Чемпіонату світу та Європи.
- «Хокей Анатолія Тарасова» (1992)
- «Хокей проти хокею» (1972)
- «Хокей США — СРСР»
- «Хокей, хокей …»
- «Хрещений батько російської хокею» — Фільм розповідає про тренера Анатолії Тарасове (2008)
- «Хто грає в хокей?»
- «Час перемог — час поразок» — Чемпіонат світу і Європи з хокею 1973 року в Москві. Фрагменти хокейних матчів збірних команд Польщі, ФРН, Фінляндії, Швеції, Чехословаччини, СРСР (1973)

## Короткі рубрики
- Музичний кліп — Noize MC — «Сам»
- «Тайм-Аут» — бліц-опитування людей на вулицях на хокейні теми. Раніше програма називалася «Проброс», але оскільки програма з такою ж назвою вже існує, було вирішено перейменувати програму в «Тайм-Аут».
- «Сьомий гравець»
- «Сейв» — цікаві факти про хокей від Анастасії Фомкино.
- «Сузір'я шайби» — астрологічний прогноз хокейної тематики.
- «Колізей»
- Підбірка архівних сюжетів з телепередачі «Наша гра»

### Колишні короткі рубрики
- «За 5 хвилин навколо континенту» — серія спеціальних репортажів про КХЛ.
- «Як це було» — архівні матеріали телекомпаній НТВ і «НТВ-Плюс» про хокей та інтерв'ю з хокеїстами.
- «Історії зустрічей»
- «Хокейний магазин»
- «На цьому тижні» — Біографії хокеїстів, хокейні події та прогнози.
- «Хокей для чайників»
- «Найкращий момент дня» — хіт-парад найкращих моментів ігрового дня в КХЛ. Зазвичай виходить після програми «Гольова передача».
- «Офіційно» — правила і регламент проведення чемпіонату КХЛ.
- «Події, цифри, факти» — відповіді на питання, пов'язані з хокеєм.
- "Чистий лід. Спорт без допінгу ". — Серія 45-секундних роликів з думкою популярних хокеїстів Росії, Білорусі, Казахстану і Литви

## Трансляції
В основному обсязі висвітлюються матчі:
- Континентальної хокейної ліги
- Молодіжної хокейної ліги
- Вищої хокейної ліги

Також в ефірі каналу транслювалися інші світові хокейні чемпіонати, турніри та інші значущі події:
- Передсезонні товариські матчі і турніри
- Матч зірок КХЛ, Матчі зірок МХЛ.
- Матчі Континентального кубка IIHF
- Кубок Газпром-нафти.
- Хокейні змагання в Зимових Азіатських іграх 2011
- Благодійний матч до 25-річчя аварії на чорнобильській АЕС. «Червоні Зірки» (команда всіх зірок МХЛ) - «Донбас» (Донецьк, Україна)
- ICEBOX - боксерський турнір хокеїстів в Ризі, Латвія
- Шведська елітна серія

## Доповнення
7 вересня 2011, в день відкриття нового сезону КХЛ, розбився літак з гравцями ХК «Локомотив». На логотипі КХЛ ТБ добавлена чорна траурна стрічка. Сітка мовлення змінилася: З ефіру були прибрані всі телепередачі, крім «Новин хокею». Ефірний час телеканалу було повністю відведено під матчі ярославського «Локомотива». До повного відновлення сезону КХЛ 2011/2012 були показані матчі за участю «Локомотива» у двох попередніх сезонах КХЛ, а також фінальний матч чемпіонату Росії сезону 2001/2002, в якому «Локомотив» здобув перемогу у казанського «Ак Барса».